# Katzenbach (Neckar)
Der Katzenbach ist ein mit seinem längsten Oberlaufstrang etwa 17 km langer Fluss im mittleren Baden-Württemberg, der im Dorf Bad Niedernau der Stadt Rottenburg am Neckar im Landkreis Tübingen von rechts und insgesamt etwa Südosten in den oberen Neckar mündet.

## Geographie
Der Katzenbach entsteht im Waldgebiet Rammert ostsüdöstlich von Dettingen aus dem Zusammenfluss des rechten und längeren Beurenbachs und des viel kleineren linken Esperlesbachs. Anders als dieser, der im Rammert selbst entsteht, hat der Beurenbach seinen Ursprung noch davor bei Bodelshausen und ist der mit Abstand bedeutendere der beiden Oberläufe.
Nach der langen Waldstrecke im Rammert, in dem der Katzenbach mäanderreich lange in einer Wiesenaue fließt, durchzieht er vor den Waldbergen das Dorf Dettingen und nimmt etwas abwärts davon, bis dahin auf einem nur kurzen Abschnitt Aischbach genannt, von links den Krebsbach auf. Die beiden Gewässer haben an der Stelle etwa gleiche Größe.
Im Unterlauf zieht der Katzenbach nordwärts durch das enge Katzenbachtal, an dessen rechten Rand die Sieben-Täler-Höhle liegt, und mündet in Bad Niedernau in den Neckar.
Der Katzenbach hat ab seinem Zusammenfluss aus den beiden genannten Oberläufen eine Länge von 9,7 km, zusammen mit dem Beurenbach eine von 17,1 km.

### Zuflüsse und Seen
Hierarchische Liste der Zuflüsse und  Seen von der Quelle zur Mündung. Gewässerlänge, Seefläche, Einzugsgebiet und Höhe nach den entsprechenden Layern auf der Onlinekarte der LUBW. Andere Quellen für die Angaben sind vermerkt.

Auswahl.
Zusammenfluss des Katzenbachs auf etwa 434 m ü. NHN ungefähr in der Mitte des Naturschutzgebietes Katzenbach-Dünnbachtal. Der Katzenbach fließt dann zunächst mäandrierend in der Zuflussrichtung seines dominanten Oberlaufes Beurenbach westnordwestlich.
- Beurenbach, rechter Oberlauf, 7,4 km und 9,6 km². Entsteht auf etwa 512 m ü. NHN im Schelmenwasen östlich von Bodelshausen an einer Großstallgruppe. Der Bach fließt zuallererst nordöstlich, dann ab dem Waldrand etwa nördlich und knickt etwas nach der Hälfte seines Weges nach Westnordwesten in den Rammert ab.
  - (Bach vom Brühl), von links und Westsüdwesten auf 473,5 m ü. NHN[LUBW 2] bei Bodelshausen-Burgstallhof, 1,6 km und 2,0 km². Entsteht auf etwa 490 m ü. NHN im  Brühl nahe dem Sportplatz am Nordostrand von Bodelshausen.
  -  Hangzufluss von links von einem Weiher auf etwa 483 m ü. NHN kurz nach dem Burgstallhof, etwa unter 0,1 ha.
  - (Bach von den Bittenäckern), von rechts und Südosten auf 457,1 m ü. NHN[LUBW 2] am Linksknick des Beurenbachs, 0,7 km und ca. 0,5 km².[LUBW 7] Entspringt auf etwa 476 m ü. NHN in den Bittenäckern.
  - Röhrichgraben, von rechts und Nordnordosten auf etwa 435 m ü. NHN nur etwa 200 Meter vor dem Zusammenfluss Beurenbach/Esperlesbach in der offenen Talaue des Naturschutzgebietes, 1,3 km und ca. 0,5 km².[LUBW 7] Entsteht auf etwa 505 m ü. NHN südlich des Saurückens (551,9 m ü. NHN[LUBW 8]).
- Esperlesbach, linker Oberlauf, 2,0 km und 1,2 km². Entsteht auf etwa 497 m ü. NHN östlich des Saurückens (540,6 m ü. NHN[LUBW 8]; ein anderer!).
- (Bach nahe dem Seldenbrunnen), von rechts und Norden auf etwa 434 m ü. NHN wenige Schritte nach dem Zusammenfluss, 1,4 km und ca. 0,9 km².[LUBW 7] Entsteht auf etwa 502 m ü. NHN südwestlich des Saurückens (551,9 m ü. NHN).
- Passiert einen Teich auf etwa 435 m ü. NHN rechts in der Aue am Seldenbrunnen, knapp 0,1 ha.
- Passiert einen Teich etwa 435 m ü. NHN am linken Auenrand, deutlich unter  ha.
- Mönchsbach oder Mönchstalbach[LUBW 9], von links und Süden auf etwa 425 m ü. NHN im Naturschutzgebiet, 1,5 km und 1,5 km². Entsteht auf etwa 493 m ü. NHN nordnordwestlich des Saurückens (540,6 m ü. NHN; der andere!).
- Dünnbach, von rechts auf etwa 423 m ü. NHN noch im Naturschutzgebiet, 1,4 km und ca. 0,8 km².[LUBW 7] Entsteht auf etwa 524 m ü. NHN kurz vor dem Beginn seiner tief eingerissenen Klinge.
- Widdumgraben, von links und auf etwa 405 m ü. NHN etwas unterhalb von Rottenburg am Neckar-Dettingen kurz vor einer Feldbrücke, 2,5 km und 1,6 km². Entsteht auf etwa 485 m ü. NHN östlich von Hemmendorf-Hemmendorf im Wald.
Etwa von hier bis zum nächsten Zufluss Krebsbach heißt das Gewässer nun auf einem nur 0,8 km langen Abschnitt Aischbach.
- Krebsbach, mit Oberlauf Mühlbach, von links und zuletzt Süden auf etwa 405 m ü. NHN neben der L 389 Hirrlingen–Weiler westlich von Dettingen, 11,4 km und 23,3 km².[LUBW 4] (Der Katzenbach selbst hat bis dorthin erst ein Teileinzugsgebiet von 20,4 km²[LUBW 4] akkumuliert.) Der Mühlbach entsteht auf etwa 530 m ü. NHN östlich von Hechingen-Sickingen an der K 7106, Mühlbach und Krebsbach fließen zusammen insgesamt etwas nordwestwärts.
    Zuflüsse siehe im Artikel
- (Bach aus den Brunnwiesen), von rechts und Nordosten auf etwa 382 m ü. NHN nach Rottenburg-Katzenbacher Ziegelhütte, 0,5 km und ca. 0,8 km².[LUBW 7]
  -  Entfließt auf etwa 423 m ü. NHN einem Teich in den Brunnweisen südwestlich von Rottenburg-Weiler, 0,1 ha.
- (Bach aus den Wiesenäckern), von rechts und Nordosten auf etwa 378 m ü. NHN gegenüber dem Talmäandersporn Schlossfelsen, 1,2 km und ca. 0,7 km².[LUBW 7] Entsteht auf etwa 457 m ü. NHN in den Wiesenäckern wenig nördlich von Weiler  an der L 389.
- Römerquelle, links wenige Schritte neben dem Lauf an der Nordwestflanke des Schlossfelsen-Sporns.
- Passiert auf etwa 360 m ü. NHN einen Teich links am Lauf kurz vor dem Ortsrand von Bad Niedernau, 0,2 ha.

Mündung des Katzenbachs auf etwa 349 m ü. NHN von links und Süden und in Rottenburg-Bad Niedernau in den oberen Neckar. Der Katzenbach ist ab dem Zusammenfluss seiner Oberläufe Beuernbach und Esperlesbach 9,7 km (einschließlich eines knappen Kilometers, auf dem er zwischendurch Aischbach genannt wird), zusammen mit dem längeren Beurenbach   17,1 km lang und hat ein 51,0 km² großes Einzugsgebiet. Zu diesem trägt der größte Zufluss Krebsbach 23,3 km² bei, der Oberlauf des Katzenbachs bis zum Krebsbach-Zufluss dagegen nur 20,4 km². Der Beurenbach-Katzenbach-Strang ist demgegenüber etwas länger als der Mühlbach-Krebsbach-Katzenbach-Strang, der nur 16,2 km erreicht.

## Schutzgebiete
Der enge Unterlauf des Katzenbachs ist durch Verordnung des Regierungspräsidiums Tübingen vom 9. August 1969 mit einer Fläche von 177,2 Hektar als Landschaftsschutzgebiet Katzenbachtal (Schutzgebiets-Nummer 4.16.014) ausgewiesen. Teile des Katzenbachtals sind eingeschlossen in das FFH-Gebiet Neckar und Seitentäler bei Rottenburg.

## Sehenswürdigkeiten
- Katzenbacher Ziegelhütte
- Sieben-Täler-Höhle
- Schlossfelsen
- Bad Niedernauer Römerquelle

### LUBW
Amtliche Online-Gewässerkarte mit passendem Ausschnitt und den hier benutzten Layern: Lauf und Einzugsgebiet des Katzenbachs

Allgemeiner Einstieg ohne Voreinstellungen und Layer: Daten- und Kartendienst der Landesanstalt für Umwelt Baden-Württemberg (LUBW) (Hinweise)
1. 1 2 3  Höhe nach dem Höhenlinienbild auf dem Hintergrundlayer Topographische Karte.
2. 1 2 3 4  Höhe nach blauer Beschriftung auf dem Hintergrundlayer Topographische Karte.
3. 1 2 3  Länge nach dem Layer Gewässernetz (AWGN).
4. 1 2 3 4 5 6  Einzugsgebiet aufsummiert aus den Teileinzugsgebieten nach dem Layer Basiseinzugsgebiet (AWGN).
5. ↑  Seefläche nach dem Layer Stehende Gewässer.
6. ↑  Einzugsgebiet nach dem Layer Basiseinzugsgebiet (AWGN).
7. 1 2 3 4 5 6  Einzugsgebiet abgemessen auf dem Hintergrundlayer Topographische Karte.
8. 1 2  Höhe nach schwarzer Beschriftung auf dem Hintergrundlayer Topographische Karte.
9. ↑  Name Mönchsbach nach dem gewöhnlich zuverlässigeren Hintergrundlayer Topographische Karte und Mönchstalbach nach den Layern Gewässernetz (AWGB) und Gewässername.
10. ↑  Länge abgemessen auf dem Hintergrundlayer Topographische Karte.

### Andere Belege
1. ↑  Friedrich Huttenlocher: Geographische Landesaufnahme: Die naturräumlichen Einheiten auf Blatt 178 Sigmaringen. Bundesanstalt für Landeskunde, Bad Godesberg 1959. → Online-Karte (PDF; 4,3 MB)